# Tribu de Simeón
Según la Biblia hebrea, la «tribu de Simeón» ( /ˈsɪmiən/; שִׁמְעוֹן}} «Šīm'ōn», «escuchar/oír/entender/empatizar») fue una de las doce tribus de Israel.  El Libro de Josué sitúa su territorio dentro de los límites de la Tribu de Judá (Josué 19:9). Se ha considerado habitualmente como una de las diez tribus perdidas, aunque su territorio estuvo rodeado por Judá y fue gradualmente absorbido por ella desde el principio. Para que cualquier simeonita perteneciera al Reino del Norte de Israel o se viera afectado por el saqueo asirio del reino (futuras tribus perdidas) implicaría una migración hacia el norte en algún momento, con el apoyo quizás de 2 Crónicas (15:9 y 34:6,7).
La narración bíblica dice que llegó a la Tierra de Israel después del Éxodo, mientras que las reconstrucciones académicas han ofrecido una variedad de opiniones sobre sus orígenes y su historia temprana. Desde el Libro del Génesis hasta el Cautiverio babilónico, la Biblia proporciona varios detalles sobre su historia, después de lo cual desaparece del registro. Una variedad de fuentes judías tradicionales extrabíblicas también proporcionan material adicional sobre la tribu.

## Territorio
En su apogeo, el territorio ocupado por la tribu de Simeón estaba en el suroeste de Canaán, bordeado al este y al sur por la tribu de Judá; los límites con la tribu de Judá son vagos, y parece que Simeón pudo haber sido un enclave dentro del oeste del territorio de la tribu de Judá.  Simeón era una de las tribus menos importantes del Reino de Judá. 
Los intentos de reconstruir el territorio de Simeón se basan en tres listas bíblicas: Libro de Josué 19:2-9, 1 Crónicas 4; 28-32, que enumeran las ciudades pertenecientes a Simeón, y Josué 15:20-30, que enumera estas mismas ciudades como parte del territorio de Judá.  Nadav Na'aman divide el trabajo académico sobre el tema en dos «escuelas de pensamiento», a las que llama «la escuela Alt», en honor a Albrecht Alt, y la «otra escuela».  La escuela de Alt considera que la lista de Josué 15 refleja la situación histórica durante el reinado de Josías, y ve las otras dos como intentos posteriores y menos fiables de los editores para determinar el territorio simeonita anterior. La «otra escuela» considera que las dos primeras listas reflejan la situación histórica real en la época de David (compárese con 1 Crónicas 4:31), y que Josué 15 refleja la situación en una fecha posterior.  Según Na'aman, los simeonitas se asentaron en un patrón que se superponía con Judá: mientras mantenían una identidad y organización tribal distintas a lo largo del período del Primer Templo (hasta el 586 a. C.), los simeonitas y los judaítas vivían en algunas de las mismas zonas. 

## Origen

Mapa de las doce tribus de Israel; Simeón está sombreado en dorado, en el sur

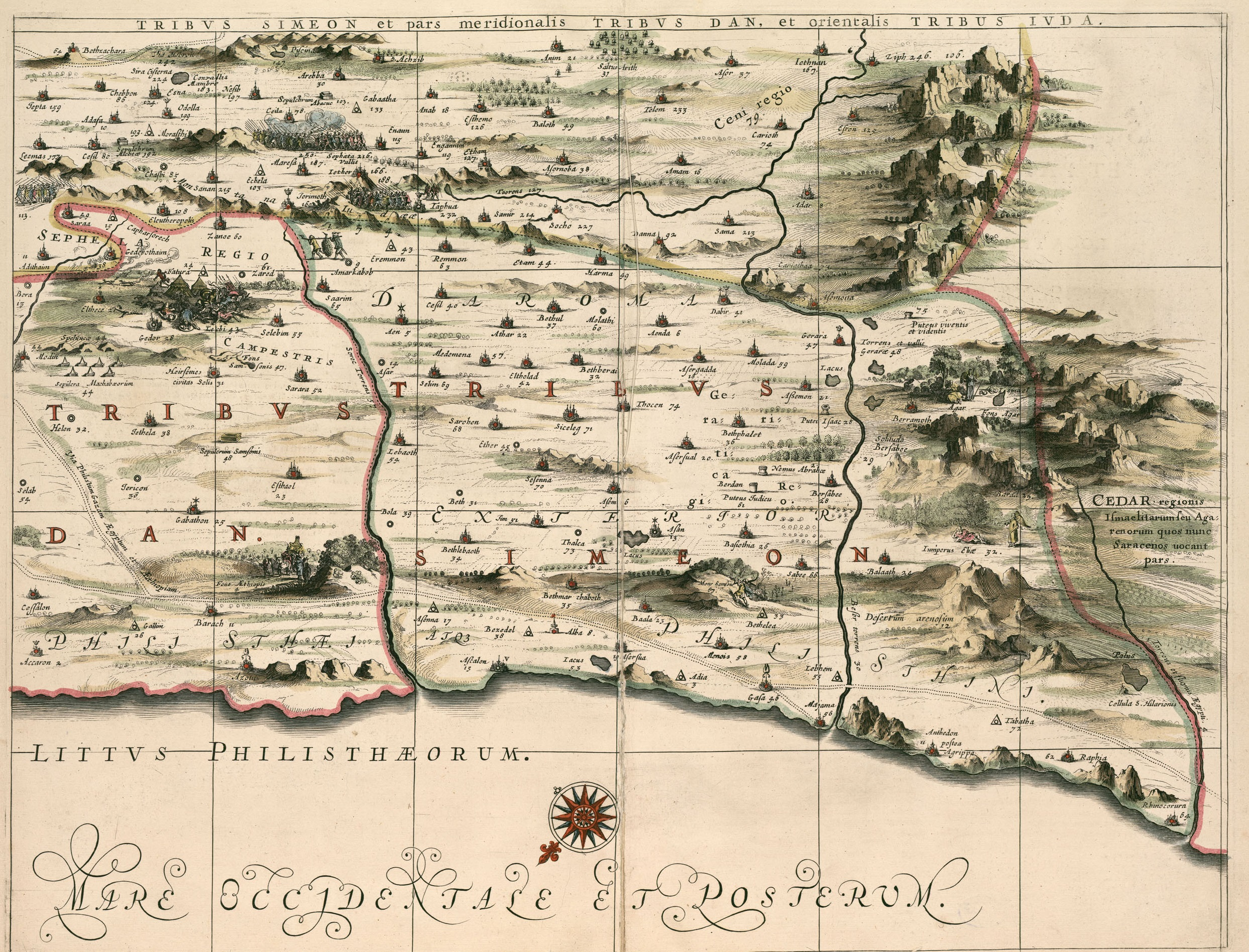
Mapa del territorio de Simeón (el este está en la parte superior del mapa)

Según la Biblia hebrea, la tribu estaba formada por descendientes de Simeón, el segundo hijo de Jacob y de Lía, de quien tomó su nombre.  Sin embargo, Arthur Peake (1919) sugirió que las narraciones sobre los doce hijos de Jacob en el Génesis podrían incluir una historia tribal posterior «disfrazada de historia personal», en la que las historias posteriores de estos grupos tribales se reescriben en forma de narraciones sobre supuestos antepasados.  Del mismo modo, la posición consensuada de los estudiosos contemporáneos es que «hay poca o ninguna memoria histórica de los acontecimientos o circunstancias preisraelitas en el Génesis».  
En el relato bíblico, tras la conquista de Canaán por los israelitas, Josué repartió la tierra entre las doce tribus. Kenneth Kitchen, un conocido erudito bíblico conservador, sitúa este acontecimiento poco después del año 1200 a. C. ref.  Sin embargo, la opinión consensuada de los estudiosos modernos es que la conquista de Josué tal y como se describe en el Libro de Josué nunca ocurrió. 
Martin Noth argumentó que las seis tribus que la Biblia atribuye a Lea, incluida Simeón, formaron parte de una anfictión antes de la posterior coalición de doce tribus.  Según Niels Peter Lemche, «la hipótesis anfictiónica de Noth determinó la forma de pensar de toda una generación de estudiosos del Antiguo Testamento». Sin embargo, más recientemente, un gran número de estudiosos han discrepado de la teoría de Noth.
En las primeras palabras del Libro de los Jueces, tras la muerte de Josué, los israelitas «preguntaron al Señor» qué tribu debía ser la primera en ir a ocupar su territorio asignado, y la tribu de Judá fue identificada como la primera tribu. Según esta narración, la tribu de Judá invitó a la tribu de Simeón a luchar con ellos en alianza para asegurar cada uno de sus territorios asignados.
Sin embargo, la tribu de Simeón no se menciona en el antiguo Cantar de Débora, generalmente considerado una de las partes más antiguas de la Biblia hebrea, y la Enciclopedia judía (1906) afirma que Simeón probablemente «no siempre fue considerado como una tribu». Según Israel Finkelstein, el sur de Canaán, donde estaba situado Simeón, era simplemente un rincón rural insignificante en la época en que se escribió el poema. Otra posibilidad es que Simeón, junto con Judá, simplemente no se hubiera unido a la confederación israelita en ese momento, o que se habían separado.

### Árbol genealógico
|        |        |        |        |        |        |  |  |       |       |       |       |       |       |  |  |      |      |      |      | Simeon |      |  |  |       |       |       |       |       |       |  |  |       |       |       |       |       |       |  |  |       |       |       |       |       |       |
|        |        |        |        |        |        |  |  |       |       |       |       |       |       |  |  |      |      |      |      |        |      |  |  |       |       |       |       |       |       |  |  |       |       |       |       |       |       |  |  |       |       |       |       |       |       |
|        |        |        |        |        |        |  |  |       |       |       |       |       |       |  |  |      |      |      |      |        |      |  |  |       |       |       |       |       |       |  |  |       |       |       |       |       |       |  |  |       |       |       |       |       |       |
| Jemuel | Jemuel | Jemuel | Jemuel | Jemuel | Jemuel |  |  | Jamin | Jamin | Jamin | Jamin | Jamin | Jamin |  |  | Ohad | Ohad | Ohad | Ohad | Ohad   | Ohad |  |  | Jakin | Jakin | Jakin | Jakin | Jakin | Jakin |  |  | Zohar | Zohar | Zohar | Zohar | Zohar | Zohar |  |  | Shaul | Shaul | Shaul | Shaul | Shaul | Shaul |

## Narrativa bíblica

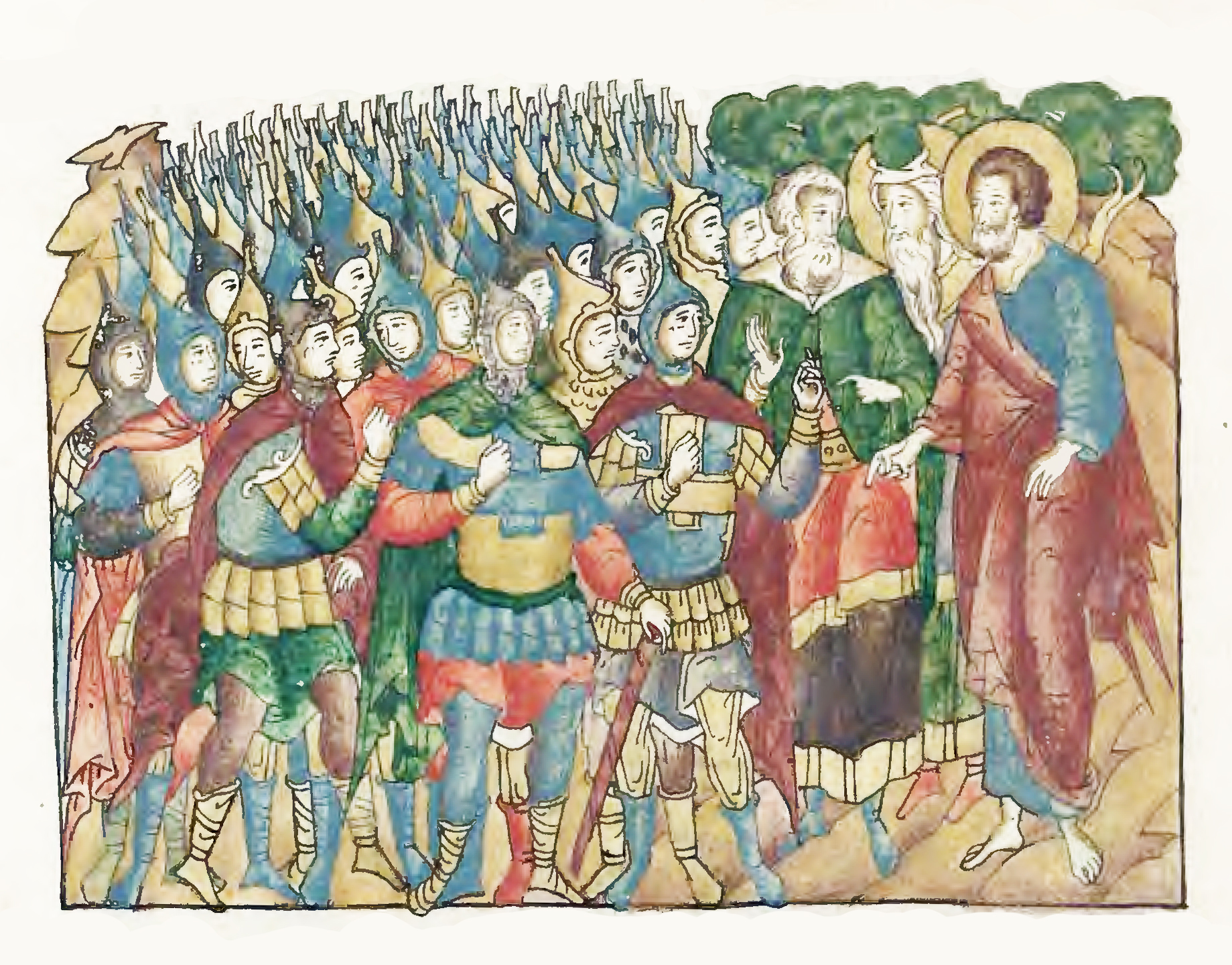
Moisés y Aarón contando a la tribu de Simeón

Las ciudades pertenecientes a Simeón se enumeran en el Libro de Josué; en otras partes de Josué estas ciudades se atribuyen a Judá. La mayoría de los eruditos modernos consideran que el Libro de Josué como un conjunto de varios textos fuente diferentes, en este caso concreto, las listas de ciudades son documentos diferentes, de períodos diferentes entre sí. 
La tribu parece haber disminuido en tamaño, y el tamaño de la tribu cae drásticamente en más de la mitad entre los dos censos registrados en el Libro de los Números.  Aunque la Biblia sitúa estos censos durante el Éxodo, algunos eruditos críticos con las fuentes sitúan su autoría en el período de la Fuente sacerdotal, que Richard Elliot Freedman data entre el 722 y el 609 a. C.  La tribu se incluye en la Bendición de Moisés (DEU 33:6) como se encuentra en la Septuaginta, mientras que el nombre se omite en el Texto Masorético.
La impresión que se desprende de los Libros de Crónicas es que la tribu no estaba completamente asentada en un lugar; en un momento dado se menciona que algunos miembros de la tribu emigraron hacia el sur, a Gedor, para encontrar pastos adecuados para sus ovejas.  En el siguiente versículo, que puede o no estar relacionado, se menciona que durante el reinado de Ezequías, parte de la tribu llegó a la tierra de algunos meunim, y los masacró, tomando la tierra en su lugar.  Otros versículos afirman que unos 500 hombres de la tribu emigraron al monte Seir, masacrando a los amalecitas que se habían asentado allí anteriormente. 
Como parte del Reino de Judá, lo que quedaba de Simeón fue sometido en última instancia al cautiverio babilónico; cuando terminó el cautiverio, todas las distinciones restantes entre Simeón y las otras tribus del reino de Judá se habían perdido en favor de una identidad común como judíos.
En Apocalipsis 7:7, la tribu de Simeón vuelve a figurar entre las doce tribus de Israel, con 12 000 de los hijos de Israel de la tribu sellados en la frente.